# 제11회 골든 글로브상
제11회 골든 글로브상은 1953년 상영된 영화 중 가장 뛰어난 영화를 수상하기 위해 1954년 1월에 열린 시상식이다. 미국,캘리포니아/산타 모니카/클럽 델 마르에서 개최되었다.

## 수상

### 세실 B. 데밀 상
- 대릴 F. 자눅 수상

### 작품상-드라마
- 성의 - 헨리 코스터 수상

### 여우주연상-드라마
- 로마의 휴일 - 오드리 헵번 수상

### 남우주연상-드라마
- 여배우 - 스펜서 트레이시 수상

### 여우주연상-뮤지컬코미디
- 콜 미 마담 - 에델 머먼 수상

### 남우주연상-뮤지컬코미디
- 푸른 달 - 데이빗 니븐 수상

### 여우조연상
- 모감보 - 그레이스 켈리 수상

### 남우조연상
- 지상에서 영원으로 - 프랭크 시나트라 수상

### 감독상
- 지상에서 영원으로 - 프레드 진네만 수상

### 각본상
- 릴리 - Helen Deutsch 수상